# Jesper Kyd
Jesper Kyd (Hørsholm; 3 de febrero de 1972) es un músico y compositor danés.

## Comienzos
Empezó tocando piano a temprana edad. Después, durante muchos años, estuvo aprendiendo guitarra clásica, solfeo, coro y composición clásica en piano. Su interés en la música fue motivado cuando recibió, a los 14 años, un Commodore 64 (ordenador personal de esa época), el cual le permitió componer su propia música.
Durante ese tiempo, trabajó el demoscene y empezó creando música para diferentes demo-groups en su Commodore 64. Varios años después consiguió un ordenador Amiga, el cual tenía mucha más capacidad de procesamiento de sonido, y con el que alcanzó gran fama componiendo archivos mod.
Luego formó un demo-group llamado silents DK con su amigo Mikael Balle. Después de otro largo tiempo empezó una colaboración con un grupo de programadores conocidos como Crionics, los cuales serían vitales para el desarrollo de su carrera profesional. Además creó y figuró en listas con un wild demo para Global Trash 2, al lado de Mikael Balle.

## Desarrollo profesional
En este punto él decidió dejar el demoscene para enfocarse en su carrera profesional como músico de videojuegos. Él y sus amigos del demoscene crearon el equipo de desarrollo de juegos de computador Zyrinx, y empezaron trabajando en un juego llamado Subterrania para Sega Genesis. El juego fue un gran éxito, y la música del juego recibió buenas críticas, muchos lo catalogaron como uno de los mejores por su particular sistema. Desde entonces, el juego fue un éxito comercial.
Jesper Kyd y el resto del grupo se ubicaron en Boston, Jesper Kyd compuso música para dos títulos más de "Zyrinx", "Red Zone" y "Scorcher"; además, alternadamente desarrolló música para juegos tales como "Amok" y "The adventures of Batman & Robin" antes de que la publicista de videojuegos "Scavenger" quebrara, lo cual hizo que Zyrinx se disolviera. A pesar de que sus amigos volvieron a Dinamarca para empezar IO Interactive, Jesper Kyd decidió viajar a Nueva York para establecer su propio estudio en Manhattan, llamado Nano Studios. Y aunque es difícil conseguir trabajo como músico de "medio tiempo" en la industria de los juegos de computador, Jesper Kyd decidió conseguir algunos trabajos desde que consiguió varias conexiones en la industria, mientras vivió en EE. UU.

## El auge de su carrera
La verdadera fama de Jesper Kyd viene con el videojuego Hitman: Codename 47. La banda sonora fue basada en sonidos urbanos e instrumentación étnica. Esto inmediatamente llamó la atención de muchas revistas alrededor del mundo. MP3.com declaró la banda sonora de Hitman como una de las mejores piezas de música para videojuegos de toda la década (años 1990). Su siguiente gran paso fue la banda sonora de Hitman 2: Silent Assassin, la cual fue grabada con los 110 músicos de la Orquesta Sinfónica de Budapest y su coro. Fue un trabajo muy halagado según los artículos de IGN. El siguiente trabajo contenía una música heroica y densamente atmosférica para el videojuego de acción y aventura Freedom Fighters, el cual fue grabado con el "Coro de radio Húngara". Esto hizo que Jesper Kyd se estableciera en los primeros lugares de la "A-list" de compositores innovadores en entretenimiento interactivo. Billboard Digital Entertainment Awards nominó a Jesper Kyd como mejor banda sonora, también fue nominado por Game Audio Guild Awards como "mejor canción con vocal original-coral" (Marche of Empire). La página líder de videojuegos, Game Spot premió a Freedom Fighters como la banda sonora del año.Su estilo de fusión entre electrónica moderna, sinfónica y coros se dio a conocer en Hitman: Contracts, el cual recibió grandes aclamaciones de la crítica internacional como una verdadera obra maestra muy original. Esta fue premiada como la banda sonora más original por British Academy of Film and Television Arts (BAFTA) para juegos, además ganó el premio a mejor corte sonoro de cinemática en los premios GANG 2005. "Muchos han intentado convertir una banda sonora de videojuego en una experiencia musical, pero pocos lo han logrado de una forma tan coherente y satisfactoria como lo ha hecho Jesper Kyd", afirmó la revista EQ.
Dando continuidad al gran éxito y reconocimiento conseguido, Jesper Kyd, con un gran conocimiento del personaje, la historia y la saga de Hitman; logra mejorar la música y hacer una obra más madura en conjunto con los nuevos retos del personaje, y así realiza la banda sonora del videojuego Hitman: Blood Money, con una potente mezcla de orquestaciones ambiental, electrónica y clásica, haciendo que esta mejore su impacto dramático y emocional en cada pieza. La banda sonora de este juego fue grabada con los 150 miembros de la Orquesta Sinfónica de Budapest y el Coro de la radio Húngara, con partituras que él mismo produjo; fusionando varias pistas de música electrónica con acústica, fue que logró hacer la banda sonora de Hitman Blood Money, una épica orquestal, electrónica y una mezcla de ambas.
Entre otros trabajos está la banda sonora del moderno videojuego anime conocido como Robotech Invasion, la cinemática del juego Tom Clancy's Splinter Cell: Chaos Theory, dirigida por Andy Davis; más los próximos trabajos como el juego de fantasía (MMORPG) The Chronicles of Spellborn, y el juego de ciencia ficción Unreal Tournament 2007. Por el momento, seguirá trabajando en los siguientes títulos que lance Ubisoft y Eidos Interactive.
También ha participado en el desarrollo del soundtrack para la saga de videojuegos de Ubisoft Assassin's Creed. 
Su último trabajo fue con la compañía THQ, ejerciendo como el compositor principal de la banda sonora en la segunda entrega de la exitosa saga Darksiders, logrando un impecable resultado, considerado como uno de sus mejores trabajos.

## Filmografía

### Películas
- Death of a Saleswoman (2002)
- Pure (2002)
- Night All Day (2003)
- Sweet Insanity (2006)
- La Passion de Jeanne d'Arc (2007)
- Staunton Hill (2008)
- A Perfect Soldier (2010)
- Chronicles of the Ghostly Tribe (2015)
- Tumbbad (2018)

### Series de televisión
- The Resistance (2009)
- Métal Hurlant Chronicles Season 1 (2012)
- Métal Hurlant Chronicles Season 2 (2013)

### Cortometrajes
- Organizm (2000)
- The Lion Tamer (2001)
- Going with Neill 2001)
- Day Pass (2002)
- Paper Plane Man (2002)
- Pure (2002)
- Cycle (2003)
- Impulse (2006)
- Virus (2006)
- The Auctioneers (2010)
- Somnolence (2011)
- Assassin's Creed: Embers (2011)

### Videojuegos
- Warhammer 40k: Darktide (2022)
- Assassin's Creed: Valhalla (2020)
- Borderlands 3 (2019)
- State of Decay 2 (2018)
- Warhammer: Vermintide 2 (2018)
- Battle Chasers: NightWar  (2017)
- Mu Legend (2017)
- Assassin's Creed: The Ezio Collection (2016)
- Robinson: The Journey  (2016)
- Warhammer: End Times - Vermintide (2015)
- Borderlands: The Pre-Sequel (2014)
- State of Decay (2013)
- Borderlands 2 (2012)
- Darksiders II (2012)
- Heroes & Generals (2011)
- Assassin's Creed: Embers (2011)
- Assassin's Creed: Revelations (2011)
- Assassin's Creed: Brotherhood (2010)
- Assassin's Creed II (2009)
- Borderlands (2009)
- Unreal Tournament III (2007)
- Assassin's Creed (2007) (VG)
- Kane & Lynch: Dead Men (2007) (VG)
- Sweet Insanity (2006)
- Impulse (2005)
- Splinter Cell: Chaos Theory (2005) (VG)
- Death of a Saleswoman (2005)
- Hitman: Blood Money (2006) (VG)
- Robotech: Invasion (2004) (VG)
- Hitman: Contracts (2004) (VG)
- Todd McFarlane's Evil Prophecy Konami (2004)
- Medal of Honor: War Chest EA Games (2004)
- Freedom Fighters (2003) (VG)
- Brute Force (2003) (VG)
- Cycle (2003)
- Minority Report (2002) (VG)
- Hitman 2: Silent Assassin (2002) (VG)
- Daypass (2002)
- Völker II, Die (2001) (VG)
- The Nations (International: English title)
- Hitman: Codename 47 (2000) (VG)
- MDK II (2000) (VG)
- MDK 2: Armageddon (USA: new title)
- Messiah (2000) (VG)
- Night All Day (2000)
- Arreglos y piezas en el juego Unreal Tournament GOTY (1999)
- Batman & Robin (Sega Genesis) Sega (1995)
- Sub Terrania (Sega Genesis) Scavenger / Sega (1993)
- USS John Young (Amiga) Interactivision / Magic Bytes (1989)

## Premios y nominaciones
- 2006 MTV Video Music Awards Best Video Game Score
- BAFTA 2005 Best Original Music Award (British Academy Award)
- Billboard Awards Finalist 2004 Best Music
- GameSpot 2003 Best Soundtrack of the Year Award
- IGN 2004 Best Soundtrack Finalist
- G.A.N.G. 2005 Hitman Contracts
- G.A.N.G. 2004 Freedom Fighters
- G.A.N.G. 2003 Hitman 2
- Game Reactor 2003 Best Original Soundtrack Award
- PSE2 Editor's Choice GOLD - Freedom Fighters Soundtrack CD
- PSE2 Editor's Choice GOLD - Hitman Contracts Soundtrack CD
- PSE2 Editor's Choice GOLD - Hitman 2 Soundtrack CD
- Games Agent 2002 Best Original Soundtrack Award
- GameSpot 2002 Best Original Soundtrack Of The Year Nomination
- X-Sages 2002 Soundtrack Of The Year Nomination
- Action Vault 2002 Outstanding Achievement In Music
- IGN 2002 Best Sound Nomination
- Bolt Games Bolt Games Music Awards